# Piper PA-36 Pawnee Brave
Il Piper PA-36 Pawnee Brave è un aereo agricolo monomotore ad ala bassa sviluppato dall'azienda aeronautica statunitense Piper Aircraft nei tardi anni sessanta.
Evolutosi in varie versioni caratterizzate da motorizzazioni sempre più potenti, venne costruito dalla Piper fino ai primi anni ottanta quindi, in altre due nuove varianti, in 150 esemplari dalla WTA Incorporated che ne aveva acquistato la licenza di produzione.

## Storia del progetto
Il progetto del PA-36 Pawnee Brave nasce verso la fine degli anni sessanta come successore di maggiori dimensioni del PA-25 Pawnee, partendo dal progetto del PA-25 stesso, con il nome PA-36-260 Pawnee II ed equipaggiato con un motore Lycoming O-540-E a 6 cilindri contrapposti raffreddato ad aria.
Nel novembre del 1969, il Pawnee II compie il suo primo volo. Nella fase di sviluppo venne deciso di sostituire il motore con un Continental Tiara 6-285, dalla medesima architettura, rinominando il modello PA-36-285 Pawnee Brave, caratterizzato da una nuova ala con bordi d'attacco amovibili, da un migliorato sistema di ventilazione e riscaldamento, dall'adozione di un sistema "Safoam"  per smorzare le violente oscillazioni nei serbatoi di carburante e di una tramoggia standard dalla capacità incrementata di 30 ft³ (0,85 m³).
Dopo aver ottenuto il certificato di tipo dalla Federal Aviation Administration (FAA) nel 1972, la Piper avvia la produzione in serie nel 1973.
A seguito di diverse problematiche originate dal motore Continental Tiara, la Piper certificò nel 1977 il PA-36 con motore Lycoming IO-540 da 300 hp rinominando la versione PA-36-300 e dal 1978 anche il nome cambiò in Brave 300.
Nel 1978 venne prodotta anche una versione più potente, con motore Lycoming IO-720 da 375 hp diventando PA-36-375 Brave 375.
La produzione del Pawnee Brave terminò nel gennaio 1983, a seguito della vendita dei diritti alla WTA Incorporated nel 1981 che portò alla redesignazione dei Brave 375 in New Brave 375 e la produzione dei New Brave 400 con motore da 400 hp.

## Tecnica
Il PA-36 Pawnee Brave è un velivolo dall'impostazione, per il ruolo al quale è destinato, classica: monomotore in configurazione traente, monoplano ad ala bassa, monoposto.
La fusoliera, caratterizzata da una cabina di pilotaggio monoposto rialzata per favorire la visibilità, integra davanti alla postazione del pilota il serbatoio delle sostanze chimiche in modo da favorire il bilanciamento del velivolo. Posteriormente termina in un impennaggio classico monoderiva dotato di piani orizzontali a sbalzo.
La configurazione alare è monoplana, con l'ala a pianta bitrapezioidale posizionata bassa ed a sbalzo sulla fusoliera.
Il carrello d'atterraggio è del tipo triciclo classico fisso ed ammortizzato, con le gambe di forza anteriori posizionate sotto l'ala ed integrato posteriormente da un ruotino d'appoggio.
La propulsione è affidata ad un motore aeronautico collocato all'apice anteriore della fusoliera e protetto da una cofanatura metallica ed abbinato, a seconda del propulsore, ad un'elica traente bipala o, opzionalmente, tripala.

### Specifiche tecniche
|                         | PA-36-285 Pawnee Brave                     | PA-36-300 Pawnee Brave 300                 | PA-36-375 Brave 375      |
| ----------------------- | ------------------------------------------ | ------------------------------------------ | ------------------------ |
| Passeggeri              | 1 posto opzionale                          | 1 posto opzionale                          | 1 posto opzionale        |
| Equipaggio              | 1                                          | 1                                          | 1                        |
| Lunghezza               | 8,39 m                                     | 8,39 m                                     | 8,39 m                   |
| Apertura alare          | 11,82 m                                    | 11,82 m                                    | 11,82 m                  |
| Superficie alare        | 21 m²                                      | 21 m²                                      | 21 m²                    |
| Altezza                 | 2,29 m                                     | 2,29 m                                     | 2,29 m                   |
| Peso a vuoto            | 1162 kg                                    | 1162 kg                                    | 1162 kg                  |
| Peso massimo al decollo | 2180 kg                                    | 2180 kg                                    | 2180 kg                  |
| Raggio massimo          | 417 nm (772 km)                            | 417 nm (772 km)                            | 417 nm (772 km)          |
| Velocità di crociera    | 210 km/h (113 kt)                          | 210 km/h (113 kt)                          | 210 km/h (113 kt)        |
| Quota di tangenza       | 15000 ft (4572 m)                          | 15000 ft (4572 m)                          | 15000 ft (4572 m)        |
| Motori                  | 1 x Continental Tiara 6-285                | 1 x Lycoming IO-540-K1G5                   | 1 x Lycoming IO-720-D1CD |
| Potenza per motore      | 285 hp (210 kW)                            | 300 hp (225 kW)                            | 375 hp (280 kW)          |
| Elica                   | bipala (opzionale tripala) a giri costanti | bipala (opzionale tripala) a giri costanti | tripala a giri costanti  |

## Versioni
PA-36-260 Pawnee II
Primo prototipo con motore Lycoming O-540-E da 260 hp.
PA-36-285 Pawnee Brave
Prima versione prodotta in serie, dotata di motore Continental Tiara 6-285 da 285 hp.
PA-36-300 Pawnee Brave 300
Pawnee Brave con motore Lycoming IO-540-K1G5 da 300 hp, nominato Brave 300 dal 1978.
PA-36-375 Brave 375
Versione dotata di motore Lycoming IO-720-D1CD da 375 hp.
PA-36 New Brave 375
Brave 375 prodotto dalla WTA dopo al 1981.
PA-36 New Brave 400
Upgrade del New Brave 375 con motore Lycoming IO-720 da 400 hp, prodotto dalla WTA dal 1982.

### Pubblicazioni
- (EN) Richard Collins, Brave Man, in Flying Magazine, ottobre 1973,  p. 40.